# ArchiCAD
Archicad – wyspecjalizowany program graficzny CAD opracowany przez węgierską firmę Graphisoft z myślą o zastosowaniu w projektowaniu architektonicznym.
Archicad jest jednym z najbardziej popularnych programów w biurach architektonicznych. Umożliwia przygotowanie jednocześnie zarówno dwuwymiarowych rysunków (rzutów kondygnacji, przekrojów, widoków elewacji), jak i widoków perspektywicznych i aksonometrycznych przy korzystaniu z jednego tylko modelu. Idea programu opiera się na możliwości rysowania w systemie zbliżonym do WYSIWYG przy zachowaniu sposobu pracy charakterystycznego dla architektów – czyli opracowywaniu rzutów kolejnych kondygnacji. Trójwymiarowy model oraz przekroje generowane są automatycznie na podstawie rzutów. Edycje dokonane na modelu i przekrojach przenoszą się też na rzut.
Program oparty jest na logice obiektowej, poszczególne rodzaje obiektów odpowiadają różnym elementom budowlanym (ściana, strop, dach, belka). Ponadto istnieją obiekty wstępnie zdefiniowane, takie jak okna, drzwi, meble, a nawet całe pojazdy i ludzie. Projektowanie polega na ustawianiu zdefiniowanych obiektów oraz nadawaniu im parametrów. Ostatnio dla tego typu oprogramowania przyjęło się określenie BIM – jako skrót od angielskiego Building Information Modeling, czyli modelowanie informacją o budynku.
W wersji 8.0 po raz pierwszy pojawiła się dodatkowa opcja „kalki”. Jest to narzędzie pomagające nam precyzyjnie ustalić położenie innych kondygnacji.
W programie od wersji 10, dostępna jest opcja „wirtualnego spaceru”. Funkcja ta przypomina swym działaniem system poruszania się z gier FPS. Jest ona pomocna w prezentacji obiektu przyszłym klientom. W Archicadzie 9.0 po raz pierwszy wprowadzono także system renderingu LightWorks. Dzięki niemu możliwe jest użycie Archicada jako system renderujący realistyczną wizualizację projektu.
Do programu dołączony jest edytor obiektów opisywanych w języku GDL (Geometric Description Language).